# Psammotettix revae
Psammotettix revae är en insektsart som beskrevs av Knull 1954. Psammotettix revae ingår i släktet Psammotettix och familjen dvärgstritar. Inga underarter finns listade i Catalogue of Life.